# Albosynnema filicicola
Albosynnema filicicola är en svampart som beskrevs av Sherwood 1974. Albosynnema filicicola ingår i släktet Albosynnema och familjen Bionectriaceae.   Inga underarter finns listade i Catalogue of Life.